# 粵甸幽靈集
《粵甸幽靈集》，又名為《越甸幽靈集》，越南古代神話傳說著作，以漢語文言文寫成。它的成書年代及作者都眾說紛紜，傳世版本亦多，一般認為由陳朝人李濟川撰。本書原為一卷，二十八篇故事，到後黎朝則有阮文質續加四篇故事，後來亦有其他補作。書中內容為記載越南各地神靈祠廟的靈驗異事，並往往為史學家所參照引用，具有相當的史料參考價值。

## 本書的編撰及形成
關於本書的原作者，歷來學者認為是越南陳朝人李濟川所撰。至於編撰本書的原因，據李濟川在陳憲宗開祐元年（1329年》所寫的《序》裡說：「我皇粵（指越南）宇內諸神，古來多矣。能彰厥績，陰相生靈者有幾哉？然後來品不等；或山川精粹，或人物傑靈，騰氣勢於當時，總英靈於來世。若不紀實，朱紫難明，因隨淺見罕聞，編集成書」，亦即是說，就是為了讓人們了解及判斷越南各種神靈的傳說。於是，就編成了本書，合共二十八篇故事。
在取材方面，則包括作者當時所能看到的文獻，如《趙公交州記》、《曾兗交州說》、《報極傳》、《杜善史記》、《交趾記》等等中越古籍、寺院神跡玉譜和民間傳說，令人感到有一定依據。書中每篇故事的內容，都跟隨一種格式寫成：先述該神的簡歷，然後記其顯靈事跡，最後提到其受褒封的情形。
除了原書的二十八篇故事外，後世又有續補之作，如後黎朝初就有阮文質續寫了四篇故事（當時有跟他名字相似阮文賢抄錄了這些續作）。其後，因本書流傳久遠，亦有更多傳抄、續補、重補、補注、評注相繼出現。

## 內容
- 李濟川《序》。[1]
- 《歷代人君》
  - 《嘉應善感靈武大王》：記述中國東漢晚年統治交趾的士燮的事跡及傳說。[4]
  - 《布蓋孚祐彰信崇義大王》：講述中國唐代時期安南（越北地區）人馮興起兵作亂的事跡及傳說。[5]
  - 《明道開基聖烈神武皇帝》：為中國南朝梁陳時期（越南稱為前李朝），交趾人趙光復據地稱王的故事，及其被視為「福神」的由來。[6]
  - 《英烈仁孝欽明聖武皇帝》：講述中國南朝及隋代時期（越南前李朝），交趾人李佛子稱兵割據的事跡及傳說。[7]
  - 《天祖地主社稷帝君》：講述越南人對中國傳說中的重要農業人物后稷的尊崇。[8]
  - 《徵聖王》：記述中國東漢初年徵氏姊妹起義的事跡以及有關她們的神話傳說。[9]
  - 《貞烈夫人》：講述占城國王乍斗之妃媚醯的事跡和傳說，以及被視為「福神」的情形。[10]
- 《歷代人臣》
  - 《威明勇烈顯忠佐聖孚祐大王》：講李朝太祖第八子李晃的功績及傳說。[11]
  - 《校尉英烈威猛輔信大王》：講述有關大力士李翁仲的故事及被奉為「福神」的由來，為中國秦代阮翁仲故事的越南版本。[12]
  - 《太尉忠輔勇武威勝公》：記述李朝名將李常傑的事跡。[13]
  - 《保國鎮靈定邦城隍大王》：講述昇龍城隍神蘇百的傳說。[14]
  - 《洪聖佐治大王》：講述黎桓時太尉范巨倆的事跡及其被越南人視為「獄神」的由來。[15]
  - 《都統匡國王》：講述李朝名將黎奉曉的事跡及其被奉為「福神」的由來。[16]
  - 《太尉忠惠公》：講述李朝大臣穆慎的事跡及被奉為「福神」的情形。[17]
  - 《却敵威敵二大王》：講述越南神靈張吽、張喝兄弟的顯靈事件，並曾助李常傑擊敗宋軍的傳說故事。[18]
  - 《證安佑國王》：講述越南神靈李服蠻成為「福神」的由來，以及協助陳朝擊敗蒙古軍的傳說。[19]
  - 《回天忠烈王》：講述越南天幕江（在今越南興安省）「江神」的傳說。[20]
  - 《果毅剛正王》：講述越南「福神」、「都統神將」皐魯的傳說。[21]
- 《浩氣英靈》
  - 《應天化育元君》：講述「南國地祇」應天化育元君的傳說故事。[22]
  - 《廣利大王》：為有關國都昇龍的「龍度福神」被高駢鎮壓不遂的傳說及受越南人敬奉的情況。[23]
  - 《盟主昭感大王》：講述越南「銅鼓山神」（銅鼓山在清化省）協助李太宗平亂的傳說故事。[24]
  - 《開元威顯大王》：講述越南「天神」開元威顯大王受越南人士供奉的情況。[25]
  - 《沖天威信大王》：講述越南「土神」沖天威信大王的靈驗故事。[26]
  - 《佑聖顯應王》：講述越南「山精」娶得雄王女兒，並擊退「水精」的神話傳說。[27]
  - 《開天鎮國大王》：講述越南「藤州土神」的靈驗故事。[28]
  - 《忠翊威顯大王》：講述越南神靈「土令長」的靈驗故事。[29]
  - 《善護國公》：講述高駢統治安南時「海濟郡土神」顯靈的傳說及受人敬奉的情形。[30]
  - 《利濟通靈王》：講述「火龍之精」的靈驗傳說，及被奉為「神珠龍君」、「利濟通靈王」等等的情況。[31]
- 《粵甸幽靈續集》
  - 《朔天王》：講述越南神靈朔天王擊退宋朝軍隊的傳說。[32]
  - 《青山大王》：講述三島山神降雨濟世的神話及被越南人奉為「福神」的情形。[33]
  - 《乾海門尊神》：講述南宋公主成為越南演州地區神靈的傳說故事。[34]
  - 《管家都博大王》：講述唐末高駢統治時期，永寧地區一位土酋官郎鄭加的傳說事跡及其被奉為「福神」的情況。[35]

## 研究價值
《粵甸幽靈集》是越南較早的一部記載神祇傳說及祠廟祭祀的著作，它對同類型的文學作品起著相當的影響力。據中國學者戴可來所說，較晚面世的《嶺南摭怪》，便是吸收了本書的內容。此外，與《嶺南摭怪》的內容，均為古代越南史家用以補充正史，如吳士連撰《大越史記全書》時，亦加入了有關的材料，因而令本書具有史料參考價值。

## 流傳版本
本書的版本情況甚為複雜，曾分散收藏於河內漢喃研究所、法國亞洲協會圖書館等處。其原本、衍生版本如下：
- 《粵甸幽靈集》，一卷，二十八篇故事，陳朝李濟川撰，為最古的版本。
- 《粵甸幽靈續集》四篇，後黎朝阮文質補，與最古版本合共三十二篇故事。
- 《新訂校評越甸幽靈集》，後黎朝景興年間（1740年-1787年）諸葛氏重編，合共四十一篇故事。
- 《越甸幽集錄全編》，由吳甲豆於1919年補入阮朝人高輝耀的「僭評」等內容而成。

在現代校點本方面，1992年（民國八十一年），由臺灣學生書局發行，法國遠東學院出版，陳慶浩、鄭阿財、陳義等主編的《越南漢文小說叢刊》中，收錄了朱鳳玉校點的《粵甸幽靈集錄》、《新訂較評越甸幽靈集》、《越甸幽靈集錄全編》、《越甸幽靈簡本》等四部。

## 外部連結
- （中文） (PDF).[永久]
- （中文）.[永久]
- （日語）.   [2008-12-30]. （原始内容存档于2019-05-22）.